# Glacisbrücke Ingolstadt
Die Glacisbrücke ist eine Straßenbrücke in Ingolstadt und wurde von 1996 bis 1998 erbaut, womit sie die jüngste der vier für den Straßenverkehr freigegebenen Donaubrücken in Ingolstadt ist. Sie ist Teil des Ingolstädter Ringstraßensystems und der Bundesstraße 13 und die westlichste Straßenbrücke in der Stadt. Die Glacisbrücke wird täglich von rund 50.000 Fahrzeugen passiert. Benannt wurde die Brücke nach dem Glacis, dem einstigen Festungsgürtel und heutigen Park, der die Ingolstädter Altstadt umschließt. Dabei wurden die Ingolstädter Bürger bei der Benennung der Brücke einbezogen und konnten aus drei Namensvorschlägen wählen.

## Architektur
Das Bauwerk hat eine Gesamtlänge von 164 Metern, wobei ihre Auffahrt südlich der Donau durch den Luitpoldpark führt und diesen teilt. Die 12 Meter breite Fahrbahnplatte besitzt einen 70 Zentimeter hohen, zweistegigen Plattenbalkenquerschnitt, der in den Seitenfeldern über 42 Meter, beziehungsweise 46 Meter und in der Mitte über 76 Meter spannt sowie durch eine Seilunterspannung gestützt wird. Die Unterspannung besteht aus zwei mal vier Seilen mit je 118 Millimetern Durchmesser. Vom Konstruktionstyp her handelt es sich bei der Glacisbrücke um ein Stahlbetonsprengwerk mit Seilunterspannung. Die Fuß- und Radwege werden seitlich unterhalb der Fahrbahn mit Spannbandbrücken überführt, deren Gradiente als Berg- und Talfahrt dem Verlauf der Unterspannung der Fahrbahnplatte entspricht. Entworfen wurde die Brücke von Schlaich Bergermann Partner und Ackermann und Partner in Zusammenarbeit mit Johann Grad aus Ingolstadt und Obermeyer Planen + Beraten aus München. Schlaich Bergermann Partner hatte zusätzlich  die Ausführungsplanung und Bauüberwachung im Auftrag.

## Auszeichnungen und Preise
- 1998: Ingenieurbaupreis
- 1999: BDA-Preis Bayern
- 1999: Lobende Erwähnung – Architekturpreis Beton